# Ashleigh McIvor
Ashleigh McIvor, född 15 september 1983 i Vancouver, är en kanadensisk freestyleåkare. 
McIvor blev första kvinna att vinna olympiskt guld i skicross vid Vinter-OS i Vancouver 2010. 2009 blev hon även världsmästare i grenen och 2010 slutade hon på en andra plats i Winter X Games.  